# 二氟化钒
二氟化钒是一种钒的氟化物，外观为蓝色晶体。

## 制备
二氟化钒可以由 1150 °C 下的氟化氢气氛中，三氟化钒被氢气还原而成：
{\displaystyle \mathrm {2\ VF_{3}+H_{2}\longrightarrow 2\ VF_{2}+2\ HF} }

## 性质

### 物理性质
二氟化钒是四方晶系，空间群 P42/mnm (No. 136) 。它的晶格常数为 a = 480.4 pm 和c = 323.7 pm。

### 反应
二氟化钒是很强的还原剂，可以在氢氧化镁下把氮气还原成肼。
它在水中溶解，形成 [V(H2O)6]2+离子。
{\displaystyle \mathrm {V^{2+}+6\ H_{2}O\longrightarrow [V(H_{2}O)_{6}]^{2+}} }